# Frode Alnæs

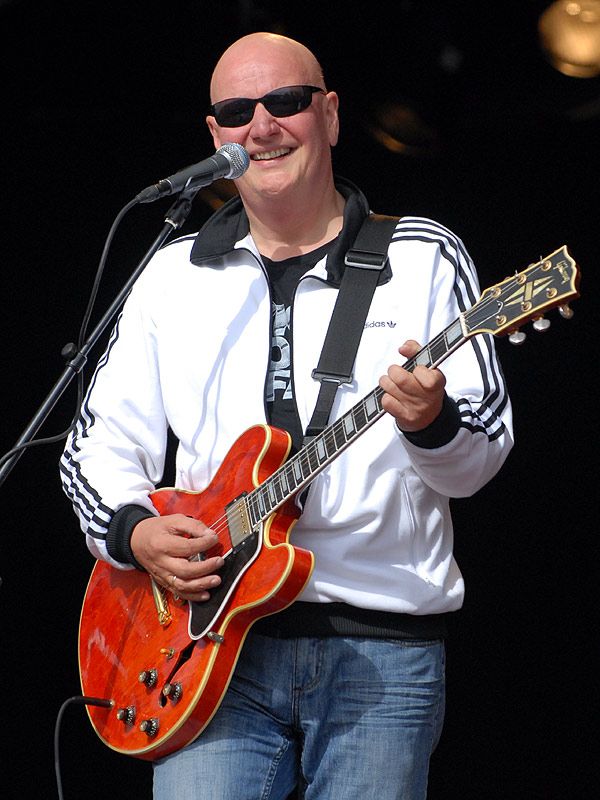
Frode Alnæs (Stavanger 2008)

Frode Alnæs (* 3. März 1959 in Kristiansund) ist ein norwegischer Fusion- und Jazzgitarrist, der auch durch seine Tätigkeit in der Pop-Rock-Band Dance with a Stranger bekannt ist.

## Leben und Wirken
Alnæs absolvierte das Gymnasium in Kristiansund, um dann von 1978 bis 1979 auf der Nordmøre Music Folk High School in Surnadal zu verbringen. Von 1979 bis 1982 studierte er in Trondheim (1979–82), wo er Tore Brunborg und Nils Petter Molvær kennenlernte. Dort gehörte er zu den ersten Absolventen des Jazzstudiengangs am Musikkonservatorium Trondheim. Seit 1984 war er Mitglied der Rockgruppe Dance with a Stranger, mit der immer wieder auf Tournee ging und zahlreiche Platten einspielte. 1987 komponierte Alnæs die Musik zur Rockoper Klæppfesk.
1988 holte ihn Arild Andersen in sein Bandprojekt Masqualero, um auch danach immer wieder mit ihm zusammenzuarbeiten. Weiterhin organisierte Alnæs eigene Projekte, mit denen er sich bei Moldejazz vorstellte (1992 & 1994). Mit Arild Andersen und Rune Arnesen trat er im Trio auf dem Kongsberg Jazz Festival 1995 auf, bevor er im Folgejahr sein erstes Album unter eigenem Namen veröffentlichte.
Weiterhin nahm er mit Dee Dee Bridgewater (Heartache Caravan),  Ketil Bjørnstad (Odyssey, The Shadow), Morten Harket, Ray Charles (Strong Love Affair), The Brazz Brothers oder dem Jon Eberson Jazzpunkensemble auf. Auch arbeitete er als Studiomusiker.

## Preise und Auszeichnungen
1988 und 1989 wurde er mit einem Spellemannprisen im Popbereich für seine Mitwirkung an den Alben Dance with a Stranger und To ausgezeichnet; mit dieser Band erhielt er 1994 den Hauptpreis, den Spellemann. Weiterhin erhielt er den COOP Norges Musikkpris 2001 und den Orkidéprisen 2002.

## Diskographische Hinweise
- Frode (Universal Music, 1996)
- Envy the Man (Big Box Music, 2013)
- Kanestrøm (Big Box Music, 2016)

Alben als Sideman
- Masqualero  Aero (ECM Records 1988)
- Arild Andersen Sagn (ECM Records, 1990)
- Alnæs / Andersen / Carstensen Høstsløv (Kirkelig Kulturverksted, 2006)